# Aswadien
Als Aswadien wird eine neolithische archäologische Kultur des 9. und vor allem des 8. Jahrtausends v. Chr. bezeichnet, die sich in weitem Raum um Damaskus fassen lässt. Ihr Name leitet sich von einem Siedlungshügel, dem Tell Aswad ab, in dem ab 1971 und erneut 2001 bis 2006 gegraben wurde. Die entsprechenden Überreste reichen nicht, wie zunächst angenommen (de Contenson), bis ins Präkeramische Neolithikum A zurück, sondern nur bis ins frühe Präkeramische Neolithikum B (PPNA bzw. PPNB). Etwa gleichzeitig mit dem Aswadien bestanden die Kulturen des Sultanien im Süden Palästinas und des Mureybetien am mittleren Euphrat.
Die von Danielle Stordeur und George Willcox von 2001 bis 2006 ausgegrabene Siedlung im Tell Aswad bestand also gleichzeitig mit Mureybet IV und stellt im Damaszenischen die älteste bekannte neolithische Siedlung dar. Die erste Besiedlung erfolgte zwischen 9300 und 8600 v. Chr. Die Hauptsiedlung entstand jedoch erst im mittleren PPNB.
Neben eingetieften Häusern, der Domestizierung von Nahrungspflanzen und Ziegen sind komplexe Begräbnisrituale kennzeichnend für die Kultur. Auch setzte von Norden her die Haltung von Schafen ein.